# Rhinocricus ancashi
Rhinocricus ancashi är en mångfotingart som beskrevs av Kraus 1956. Rhinocricus ancashi ingår i släktet Rhinocricus och familjen Rhinocricidae. Inga underarter finns listade i Catalogue of Life.